# Brann Dailor
Brann Timothy Dailor (født 19. marts 1975) er en amerikansk heavy metal trommeslager, kendt som trommeslager for bandet Mastodon. Han er jazz-oplært og hans trommestil er præget af højt tempo og mange fills. Han er født den 19. marts 1975, den samme dag i den samme måned som guitarist Randy Rhoads døde, og har længe været stor fan af ham. Han har et trommesæt lakeret med det klassiske Randy Rhoads-mønster og et billede af Rhoads på forsiden af stortrommen.